# Mitra gonatophora
Mitra gonatophora is een slakkensoort uit de familie van de Mitridae. De wetenschappelijke naam van de soort is voor het eerst geldig gepubliceerd in 1903 door Sturany.